# Окуа, Кристиан Фабрис
Кристиан Фабрис Окуа (фр. Christian Fabrice Okoua; 8 ноября 1991) — ивуарийский футболист, вратарь клуба «Африка Спорт». Участник летних Олимпийских игр 2008 года.

## Биография
Кристиан Фабрис Окуа родился 8 ноября 1991 года.

### Клубная карьера
Начал профессиональную карьеру в 2007 году в клубе чемпионата Кот-д’Ивуара — «Африка Спорт». Окуа выступает там и в настоящее время, играя под 16 номером. В 2009 году вместе с командой он стал победителем Кубка Кот-д’Ивуара.

### Карьера в сборной
В 2007 году в составе команды Африки принял участие в Кубке Меридиана, который проходил в Барселоне. В этом же году стал победителем первого турнира УЕМОА, который состоялся в Буркина-Фасо. В 2008 году участвовал в турнире в Тулоне, где сборная Кот-д’Ивуара стала обладателем бронзовых наград.
В августе 2008 году главный тренер олимпийской сборной Кот-д’Ивуара Жерар Жили вызвал Кристиана Фабриса на летние Олимпийские игры в Пекине. В команде он был самым юным, получил 16 номер. В своей группе ивуарийцы заняли второе место, уступив Аргентине, обогнав Австралию и Сербию. В четвертьфинальной игре Кот-д’Ивуар уступил Нигерии со счётом (0:2). Окуа на турнире так и не провёл ни одного матча.
В 2009 году принял участие в первом чемпионате африканских наций, который прошёл в Кот-д’Ивуаре.

## Достижения
- Обладатель Кубка Кот-д’Ивуара (1): 2009